# Homer vs. Lisa and the 8th Commandment
"Homer vs. Lisa and the 8th Commandment" (no Brasil, "Homer Contra Lisa e o 8.º Mandamento") é o 13.º episódio da segunda temporada da série de televisão animada americana Os Simpsons. Escrito por Steve Pepoon e dirigido por Rich Moore, foi ao ar pela primeira vez em 7 de fevereiro de 1991 na Fox Broadcasting Company. O convidado Phil Hartman estrelou como Troy McClure, sendo a primeira aparição do personagem.
O episódio descreve Homer tendo um notável avanço em sua posição social ao conseguir realizar uma conexão clandestina de televisão a cabo. No entanto, Lisa, em sua sabedoria, se opõe firmemente ao ato de seu pai, preocupada com as consequências espirituais que ele poderá enfrentar por descumprir o Oitavo Mandamento ("não furtarás"). Em um curto período, tanto Homer quanto Bart começam a desfrutar de uma ascensão social entre seus amigos e os cidadãos de Springfield.
A obra teve recepção positiva dos críticos, e em sua transmissão original marcou 15,2 pontos; sendo o programa de maior audiência da emissora naquela semana. Ademais, recebeu o Primetime Emmy Award de Melhor Programa de Animação de Menos de Uma Hora.

## Enredo
Ned Flanders, o vizinho religioso e virtuoso, recusa veementemente uma oferta ilegal de televisão a cabo. Essa atitude desperta a curiosidade de Homer, que decide ir atrás do ofertador para instalar o serviço em sua própria casa. O entusiasmo toma conta de todos os membros da família, que se entretêm com os novos canais fechados. No entanto, durante a aula de catecismo, as crianças aprendem sobre o Inferno e os Dez Mandamentos, o que deixa Lisa apreensiva ao pensar que a assinatura ilegal da TV a cabo é um ato de roubo, violando assim um dos mandamentos: "Não furtarás". Temendo que sua família inteira esteja destinada para uma condenação eterna.
Mas Homer, sempre avesso a qualquer tipo de preocupação moral, ignora totalmente os argumentos de Lisa e se empolga ainda mais com a próxima luta de boxe que será transmitida. Decidindo convidar todos os seus amigos para assistirem ao jogo em sua casa. Porém, após uma briga com Lisa e Marge, Homer finalmente começa a perceber a influência negativa que a televisão exerce sobre si e sua família. Também se dá conta dos valores que está deixando de lado e toma uma decisão surpreendente: abandonar de vez o serviço de TV a cabo ilegal.

## Produção

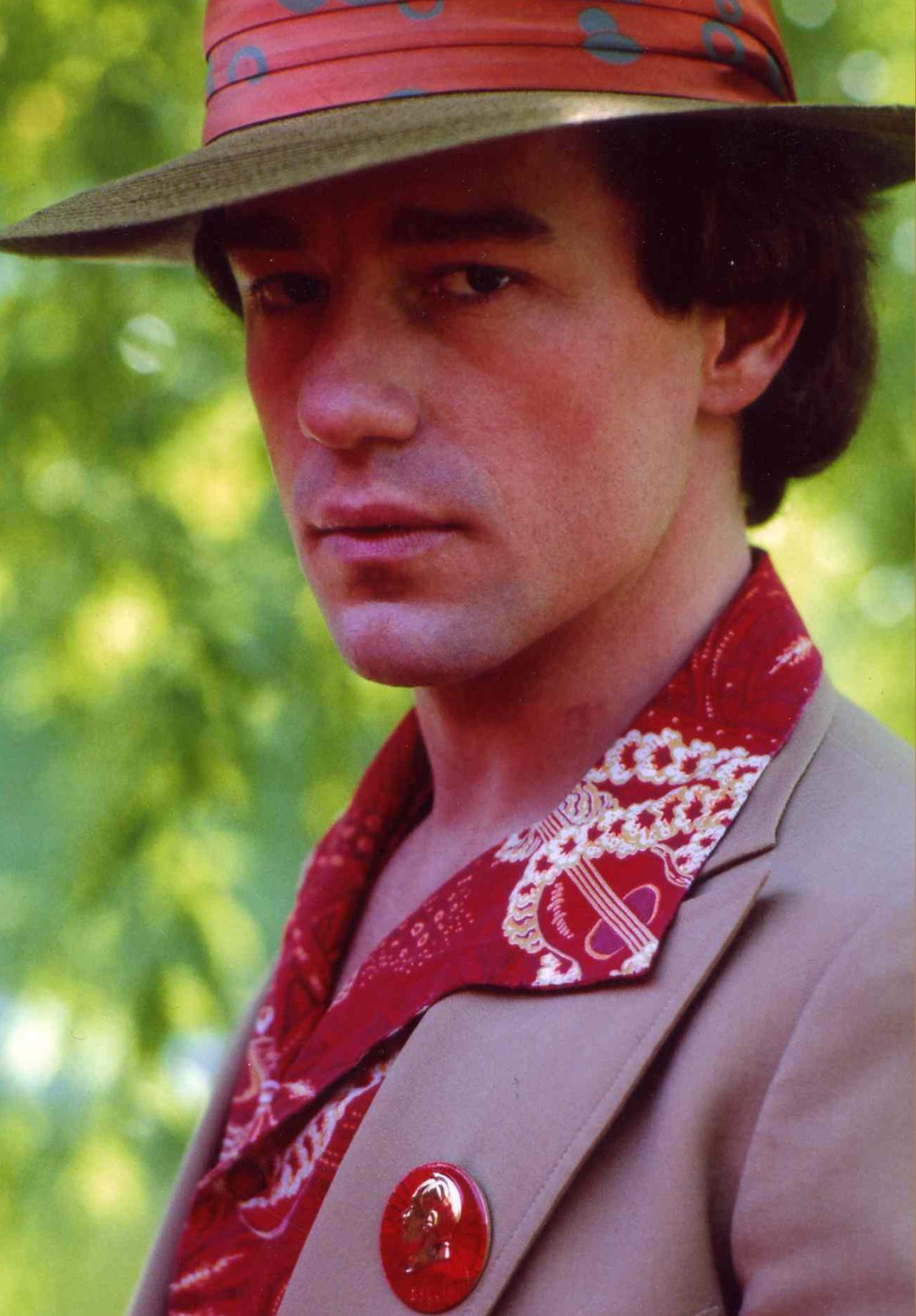
Este episódio traz consigo a estreia do personagem Troy McClure, dublado por Phil Hartman.

"Homer vs. Lisa and the 8th Commandment" foi escrito por Steve Pepoon e dirigido por Rich Moore. Inicialmente, intitulado como "Homer vs. the 8th Commandment", mas os roteiristas decidiram acrescentar Lisa ao título para que todos os personagens se sentissem igualmente representados na série. O enredo do episódio é baseado no Oitavo Mandamento, que preconiza "não furtarás". Al Jean, escritor de Os Simpsons, afirma que sempre recomenda esse episódio a quem critica a falta de moral da série; "Nele, Homer instala ilegalmente a televisão a cabo (algo que muitas pessoas já fizeram) e enfrenta consequências enormes.
Mike Reiss reconhece que episódios como "Homer vs. Lisa and the 8th Commandment" são verdadeiramente fascinantes de serem escritos, pois abordam temas sólidos e problemas que podem ser discutidos infinitamente e representados de diversas formas. O produtor Jeff Martin revelou que os roteiristas buscaram uma narrativa intensa em relação ao Oitavo Mandamento, explorando a ilegalidade da televisão a cabo como um "crime sem vítimas". Esse episódio foi produzido em uma época em que a televisão a cabo ilegal se tornava cada vez mais comum. Posteriormente, inspirou o episódio "Homer the Heretic", da quarta temporada, no qual Homer não vai mais a igreja aos domingos. Baseado no Quarto Mandamento, "lembra-te do dia do shabbãth, para santificá-lo", a ideia para tal surgiu a partir de uma conversa entre Jean e Reiss, na qual Jean sugeriu explorar outros mandamentos, considerando o sucesso que obtiveram ao retratar as transgressões cometidas por Homer.
Este episódio traz consigo a estreia do personagem Troy McClure, cuja dublagem é feita por Phil Hartman. McClure foi baseado no típico ator hollywoodiano em decadência, e os atores Troy Donahue e Doug McClure serviram como inspiração para seu nome e certos aspectos do personagem. Segundo o criador da série, Matt Groening, Hartman foi escolhido para o papel devido ao seu talento inigualável em extrair "o máximo de humor" de qualquer diálogo que lhe fosse entregue. A aparência visual de McClure assemelha-se ao seu intérprete, que em seguida se tornou um personagem recorrente na série. Contudo, após a morte de Hartman em 1998, McClure não apareceu mais na animação. No episódio em questão, também é apresentado Drederick Tatum, cuja aparência foi inspirada boxeador estadunidense Mike Tyson.